# Saint-Paul-en-Jarez
Saint-Paul-en-Jarez är en kommun i departementet Loire i regionen Auvergne-Rhône-Alpes i centrala Frankrike. Kommunen ligger i kantonen La Grand-Croix som tillhör arrondissementet Saint-Étienne. År 2022 hade Saint-Paul-en-Jarez 4 758 invånare.

## Befolkningsutveckling
Antalet invånare i kommunen Saint-Paul-en-Jarez
| Referens: INSEE |